# James Ralston
Pour les articles homonymes, voir Ralston.
James Layton Ralston (27 septembre 1881-22 mai 1948) est un homme politique canadien de la Nouvelle-Écosse et de l'Île-du-Prince-Édouard. Il est député fédéral libéral de la circonscription néo-écossaise de Shelburne—Yarmouth de 1926 à 1935 et de la circonscription prince-édouardienne de 1940 à 1945. Il est ministre dans le cabinet du premier ministre Mackenzie King.

## Biographie
Né à Amherst en Nouvelle-Écosse, Ralston gradue de l'école de droit de l'Université Dalhousie en 1903. Il pratique ensuite le droit à Amherst. 

## Carrière politique
Il est sans succès candidat libéral dans Cumberland, 
Ralston entre dans la vie publique en tant que député provincial libéral dans la circonscription de Cumberland (en) en 1911. Il est réélu en 1916.
Durant la Première Guerre mondiale, il sert dans le 85e bataillon (Nova Scotia Highlanders) et se hisse au rang de lieutenant-colonel. Il est décoré pour bravoure en 1918. Après la guerre, il poursuit une carrière de militaire et devient commandant de la Nova Scotia Highlanders et obtient le rang de colonel en 1924.
Ralston quitte l'armée et entre en politique fédérale mais ne parvient pas à être élu dans Halifax lors de l'élection de 1926.
Malgré la défaite, Mackenzie King le nomme ministre de la Défense nationale. Ralston parvient à entrer à la Chambre des communes du Canada après la nomination de Paul Lacombe Hatfield, député de Shelburne—Yarmouth, au Sénat du Canada. Ralston est élu sans opposition lors de l'élection partielle.
Réélu en 1930, il entre dans l'opposition officielle. Il ne se représente pas en 1935. Les libéraux au pouvoir, Ralston fait partie de la délégation canadienne envoyée lors des négociations pour le Second traité naval de Londres en 1935. Il sert ensuite sur plusieurs commissions royales.
Lorsque l'Allemagne envahie la Pologne en 1939 et que le Canada entre en conflit dans la Seconde Guerre mondiale, Ralston revient en politique et remplace le ministre Charles Dunning aux Finances en raison de ses problèmes de santé.
Après la déclaration de guerre du Canada à l'Allemagne nazie, Ralston participe aux efforts pour rétablir l'armée canadienne jusqu'alors négligée après deux décennies. Le décès d'Alfred Edgar MacLean permet à Ralston de revenir à Chambre des communes à titre de député de Prince. 

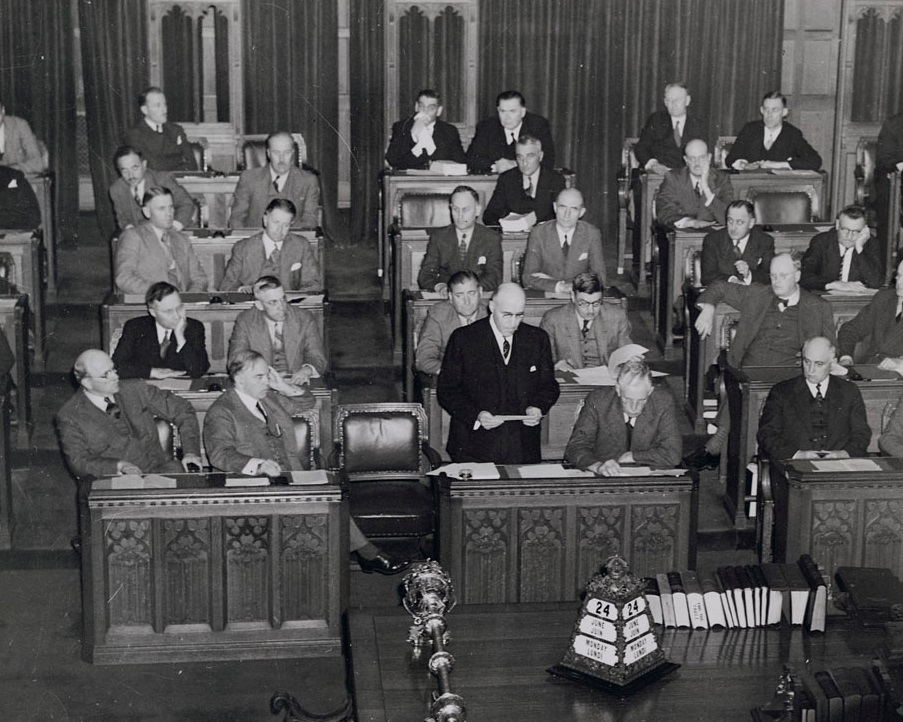
Ralston effectuant une déclaration aux Communes

Selon les mœurs électorales de l'époque, Ralston utilise son patronage qui lui confère la fonction de ministre fédéral pour améliorer les conditions de sa circonscription rurale, particulièrement en matière de dépense militaire. 
Après le décès du ministre de la Défense Norman McLeod Rogers dans un écrasement d'avion, King effectue un remaniement et Ralston redevient titulaire de ce ministère. En dépit du fait que Ralston ne soit pas prince-édouardien, il permet l'établissement de base militaire à Mount Pleasant (en), Summerside, à Charlottetown et d'une station radar à Tignish.
Ralston est un défenseur de la conscription et il offre sa démission lorsque Mackenzie King refuse de l'introduire en 1942. La démission étant par la suite annulée, il demeure convaincu de la nécessité de l'introduire. Après une visite des troupes canadiennes en Europe en 1944, il plaide pour l'établissement de la conscription ce qui entraîne un schisme dans le cabinet (Crise de la conscription (1944)). King le force à démissionner et le remplace par Andrew McNaughton en novembre 1944.
Ralston quitte la politique et meurt à Montréal en 1948.

## Archives
Le fonds d'archives John Layton Ralston est disponible à la Bibliothèque et Archives Canada.